# Beleg van Iwamura
Het Beleg van Iwamura was een slag tijdens de Japanse Sengoku-periode. Het beleg vond plaats in 1572 en vond rond dezelfde tijd plaats als de Slag bij Mikatagahara. Akiyama Nobutomo, een van de Vierentwintig generaals van Takeda Shingen, had zijn oog laten vallen op het bergkasteel Iwamura, toen de kasteelheer, Toyama Kageto, ziek werd en stierf.
Akiyama onderhandelde over de overgave van het kasteel met de weduwe van Toyama, en nam het kasteel uiteindelijk zonder te vechten. De officiële beheerder van het kasteel, de zevenjarige kasteelheer Gobomaru, werd als gijzelaar meegenomen naar de provincie Kai, de thuisprovincie van de Takeda.